# José Reginaldo Vital
José Reginaldo Vital (født 29. februar 1976) er en tidligere brasiliansk fodboldspiller.